# جایزه ادبی ویته
جایزهٔ ویته (به فرانسوی: Prix Vitet) عنوان جایزهٔ ادبی قدیمی در کشور فرانسه است که از سال ۱۸۷۳ از طرف فرهنگستان فرانسه بنیان گذاشته‌شد و هر ساله به یک اثر ادبی یا فلسفی بسیار برجسته اعطا می‌شود. عنوان این جایزه از نام لودویک ویته (Ludovic Vitet) نویسنده و سیاستمدار فرانسوی گرفته شده‌است.
اولین جایزه در ۱۸۷۵ به آلفونس کار و آنری مونیه اختصاص یافت. از میان برندگان این جایزه می‌توان از پی‌یر لوتی (۱۸۸۶)، ژول لومتر (۱۸۸۷)، آناتول فرانس (۱۸۸۹)، آنری دو رینیه (۱۸۹۹) و ژان گیتون (۱۹۴۱) نام برد.